# 卡帕多恰

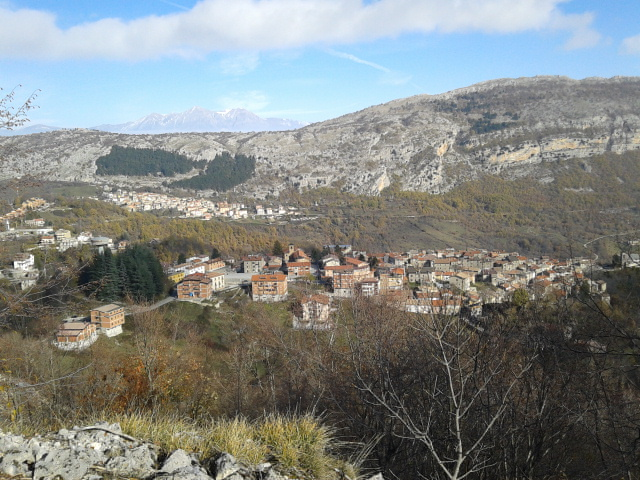
全景图

卡帕多恰（義大利語：Cappadocia）是意大利阿布鲁佐大区拉奎拉省的市镇。面积为67.20平方公里，人口数量为529人（2015年）。